# Mistrzostwa Ameryki Południowej w boksie
Mistrzostwa Ameryki Południowej w boksie − pierwsza edycja odbyła się w 1926 roku, mając miejsce w Argentynie. Mistrzostwa w 1992 i 1996 były również kwalifikacjami olimpijskimi na igrzyska w Barcelonie oraz Atlancie.

## Mężczyźni
| Rok  | Edycja                               | Miejsce                 | Data            |
| ---- | ------------------------------------ | ----------------------- | --------------- |
| 1926 | Mistrzostwa Ameryki Południowej 1926 | Buenos Aires, Argentyna | 2–4 maja        |
| 1939 | Mistrzostwa Ameryki Południowej 1939 | Montevideo, Urugwaj     | kwiecień        |
| 1981 | Mistrzostwa Ameryki Południowej 1981 | Bogota, Kolumbia        | 22–29 sierpnia  |
| 1983 | Mistrzostwa Ameryki Południowej 1983 | Guayaquil, Ekwador      | 9–13 lipca 1983 |
| 1987 | Mistrzostwa Ameryki Południowej 1987 | San Juan, Argentyna     | 16–20 marca     |
| 1990 | Mistrzostwa Ameryki Południowej 1990 | Portoviejo, Ekwador     | 23–27 lipca     |
| 1992 | Mistrzostwa Ameryki Południowej 1992 | Mendoza, Argentyna      | kwiecień        |
| 1996 | Mistrzostwa Ameryki Południowej 1996 | Buenos Aires, Argentyna | 8–14 marca      |
| 1999 | Mistrzostwa Ameryki Południowej 1999 | Quito, Ekwador          | 15–19 maja 1999 |
| 2012 | Mistrzostwa Ameryki Południowej 2012 | Rancagua, Chile         | 19–24 marca     |